# Jake Galea
Jake Galea (15 de abril de 1996) es un futbolista maltés que juega en la demarcación de portero para el Balzan F. C. de la Premier League de Malta.

## Selección nacional
Tras jugar con la selección de fútbol sub-20 de Malta y la sub-21, debutó con la selección de fútbol de Malta el 7 de octubre de 2020. Lo hizo en un partido amistoso contra Gibraltar que finalizó con un resultado de 2-0 a favor del combinado maltés tras los goles de Kyrian Nwoko y de Triston Caruana.

## Clubes
| Club                   | País  | Año       | Partidos | Goles |
| ---------------------- | ----- | --------- | -------- | ----- |
| St. Andrews F. C.      | Malta | 2015-2017 | 51       | 0     |
| Ħamrun Spartans F. C.  | Malta | 2017-2018 | 13       | 0     |
| Sliema Wanderers F. C. | Malta | 2018-2021 | 36       | 0     |
| Balzan F. C.           | Malta | 2021-     | 15       | 0     |